# Jobcenter Oberspreewald-Lausitz

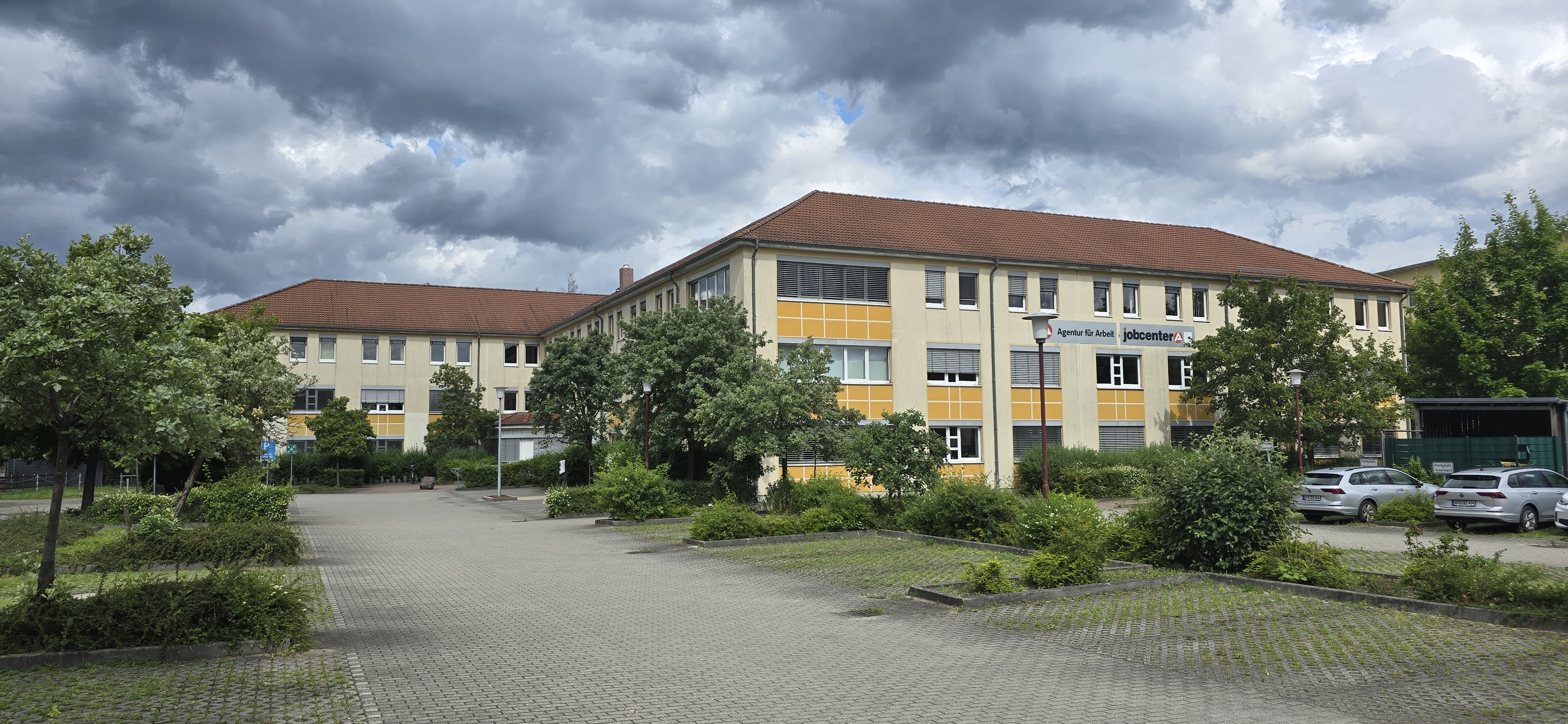
Gebäude in Senftenberg

Das Jobcenter Oberspreewald-Lausitz ist eine gemeinsame Einrichtung (gE) der Agentur für Arbeit Cottbus und des Landkreises Oberspreewald-Lausitz. Das Jobcenter Oberspreewald-Lausitz hat Standorte in Senftenberg (Hauptsitz und Auslagerung im Gewerbegebiet Laugkfeld), Lauchhammer und Lübbenau (Spreewald).

## Lohnwucherklagen der Behörde
Bundesweit bekannt wurde es im Spätjahr 2013 durch die gerichtliche Verfolgung übergegangener Arbeitsentgeltansprüche bei Lohnwucher vor dem Arbeitsgericht Cottbus, Kammern Senftenberg (vormals Arbeitsgericht Senftenberg).
Die Prozesse erhielten in der Diskussion um einen gesetzlichen Mindestlohn große Medienaufmerksamkeit. Eine überregional erscheinende Boulevardzeitung widmete dem Rechtsstreit mit einem beklagten IT-Systemhaus am 16. Oktober 2013 die Schlagzeile.
Die Behörde argumentiert dazu:

„Der Differenzlohn geht nach § 115 Zehntes Buch Sozialgesetzbuch (SGBX) im Wege des gesetzlichen Forderungsübergangs auf das Jobcenter über, wenn der Arbeitnehmer Arbeitslosengeld II (ALG II) bezieht.
Indem die Arbeitgeber jetzt an das Jobcenter Lohn nachzahlen müssen, wird die Steuerzahlergemeinschaft entlastet.“